# Резолюция Совета Безопасности ООН 185
Резолюция Совета Безопасности ООН 185 была принята 16 декабря 1963 года. В декларации Совет рекомендует удовлетворить заявку Кении на вступление в ООН. Резолюция была принята единогласно.
Вопрос был поднят после того как, в связи с получением независимости, премьер-министр Кении Джомо Кениятта отправил в ООН телеграмму с просьбой о принятии Кении в ООН.

https://undocs.org/ru/S/5482:

От имени правительства Кении и в качестве его Премьер-министра
имею честь уведомить Вас, что Кения, достигнув сегодня независимости, желает настоящим подать заявление о приеме ее в члены Организации
Объединенных Наций со всеми вытекающими отсюда правами и обязанностями. Буду благодарен, поэтому, если настоящее заявление будет представлено Совету Безопасности на его ближайшем заседании. С этой целью и во исполнение правила 58 правил процедуры Совета, я прилагаю при сем соответствующее заявление.
Джомо Кениятта
Премьер-министр Кении
ЗАЯВЛЕНИЕ О ПРИНЯТИИ ОБЯЗАТЕЛЬСТВ, ПРЕДУСМОТРЕННЫХ В УСТАВЕ
12 декабря 1963 г.
В связи с заявлением, поданным Кенией о приеме ее в члены Организации Объединенных Наций, имею честь, от имени правительства Кении
и в качестве его Премьер-министра, заявить, что Кения принимает обязательства, предусмотренные в Уставе Организации Объединенных Наций,
и торжественно обязуется выполнять их.
Джомо Кениятта
Премьер-министр Кении